# 短鰭小鯷
短鰭小鯷（学名：Anchoa lyolepis）為輻鰭魚綱鲱形目鳀科的其中一種，分布於西大西洋區，從美國紐約州至巴西海域，棲息深度1-54公尺，本魚體延長，體側具一條銀色條紋，頭部具彩虹色光彩，背鰭軟條14-16枚，臀鰭軟條21-23條，體長可達12公分，喜群游，棲息在沿岸，以浮游生物為食。

## 擴展閱讀
維基物種上的相關：短鰭小鯷